# Provincia de Aki
La provincia de Aki (安芸国 Aki-no-kuni?) fue una provincia japonesa que en la actualidad correspondería a la parte occidental de la prefectura de Hiroshima. Aki limitaba con las provincias de Suo, Iwami y Bingo en Honshu, y la provincia de Iyo ubicada en la isla de Shikoku. Formaba parte del circuito del San'yōdō. Su nombre abreviado era Geishū (芸州?).
La capital provincial (kokufu) estaba en la ciudad de Fuchū y el Itsukushima jinja fue designado como el principal santuario sintoísta (ichinomiya) para la provincia.